# Лібертад (футбольний клуб)
«Ліберта́д» (ісп. «Club Libertad») — парагвайський футбольний клуб з Асунсьйона. Заснований 30 липня 1905 року.

## Досягнення
- Чемпіон Парагваю (24): 1910, 1917, 1920, 1930, 1943, 1945, 1955, 1976, 2002, 2003, 2006, 2007, 2008 А, 2008 К, 2010 К, 2012 К, 2014 А, 2014 К, 2016 А, 2017 А, 2021 А, 2022 А, 2023 А, 2023 К
- Володар Кубка Парагваю (3): 2019, 2023, 2024